# Centro de Eventos Valle del Pacífico
El Centro de Eventos Valle del Pacífico es el segundo espacio multiformato más grande y moderno de Colombia y el más moderno del Pacífico latinoamericano. Está ubicado en el departamento del Valle del Cauca en la ciudad de Yumbo,  sobre la autopista Cali - Yumbo, a 15 minutos del Aeropuerto Internacional Alfonso Bonilla Aragón y a 20 de la zona hotelera de Cali, capital del departamento. Consta de un área total de 77 419 m² y puede albergar hasta 12 000 personas.

## Historia
El Centro de Eventos Valle del Pacífico, inaugurado el 6 de noviembre de 2007, es un emblema de colaboración entre la empresa pública, privada y personas naturales del Valle del Cauca, lideradas por la Cámara de Comercio de Cali y FENALCO Valle. La construcción de este recinto fue el resultado de un esfuerzo conjunto que contó con el aporte de 58 empresas y entidades a nivel regional y nacional, así como de 457 pymes y personas naturales que participaron a través del programa de adopción de sillas.

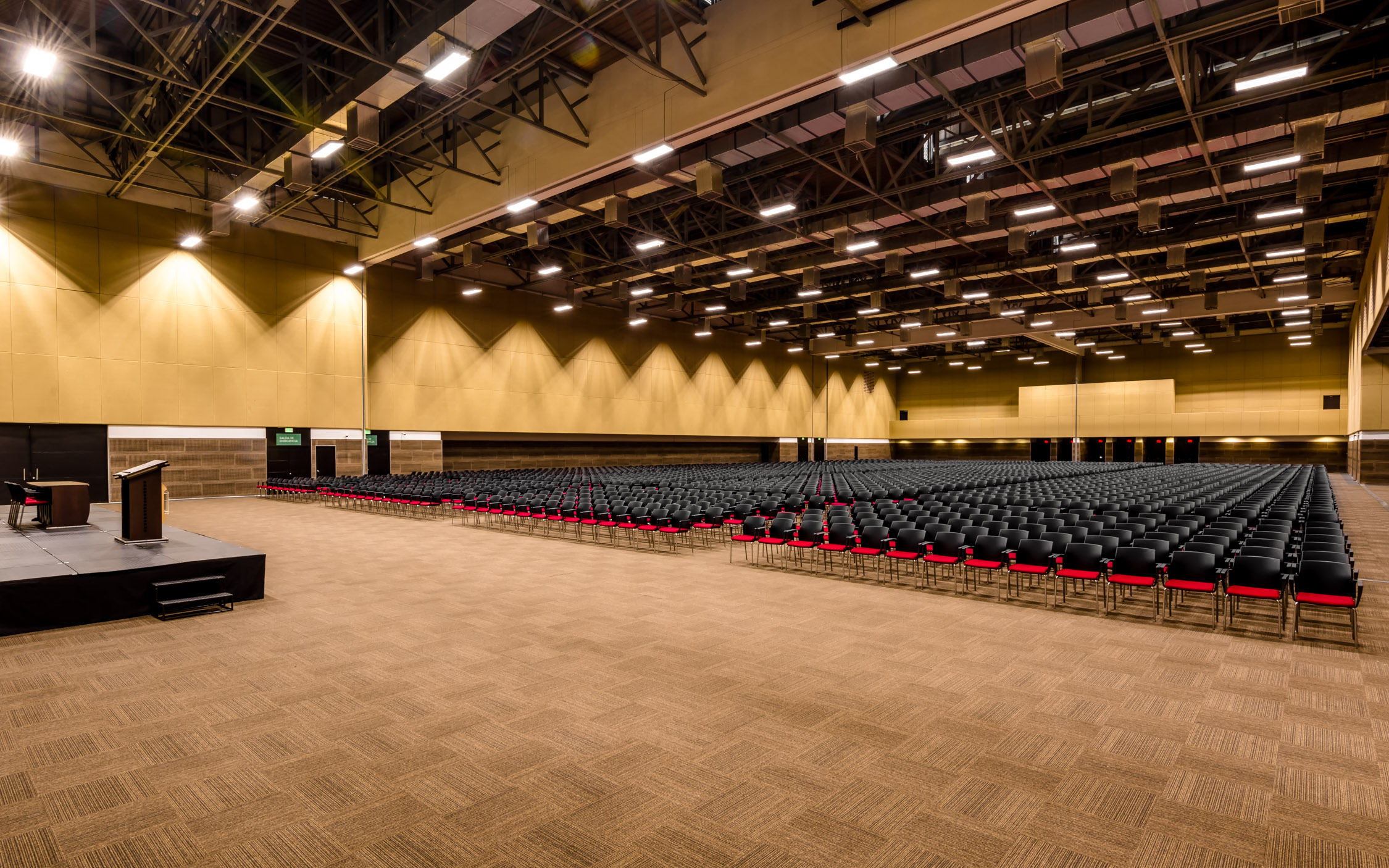
Salón Meléndez

Desde su creación, el Centro de Eventos Valle del Pacífico ha sido un catalizador del desarrollo económico en la región, promoviendo a Cali y el Valle del Cauca como destinos de relevancia a nivel latinoamericano. Con una trayectoria de más de una década, ha sido la sede de numerosos eventos que han generado impacto económico, intercambio de experiencias y desarrollo en diversas industrias.
Desde el año 2008 el Centro de Eventos Valle del Pacífico es miembro de la Asociación Internacional de Congresos y Convenciones –ICCA, organización líder en el mundo que representa a los mejores proveedores en el mercado de reuniones y eventos globales, con altos estándares de calidad.
Ese mismo año El CEVP recibe el premio, La Rosa de los Vientos, como mejor Centro de Certámenes, otorgado por la Asociación Colombiana de Periodistas y Escritores de Turismo, ACOPE. 

## Estructura

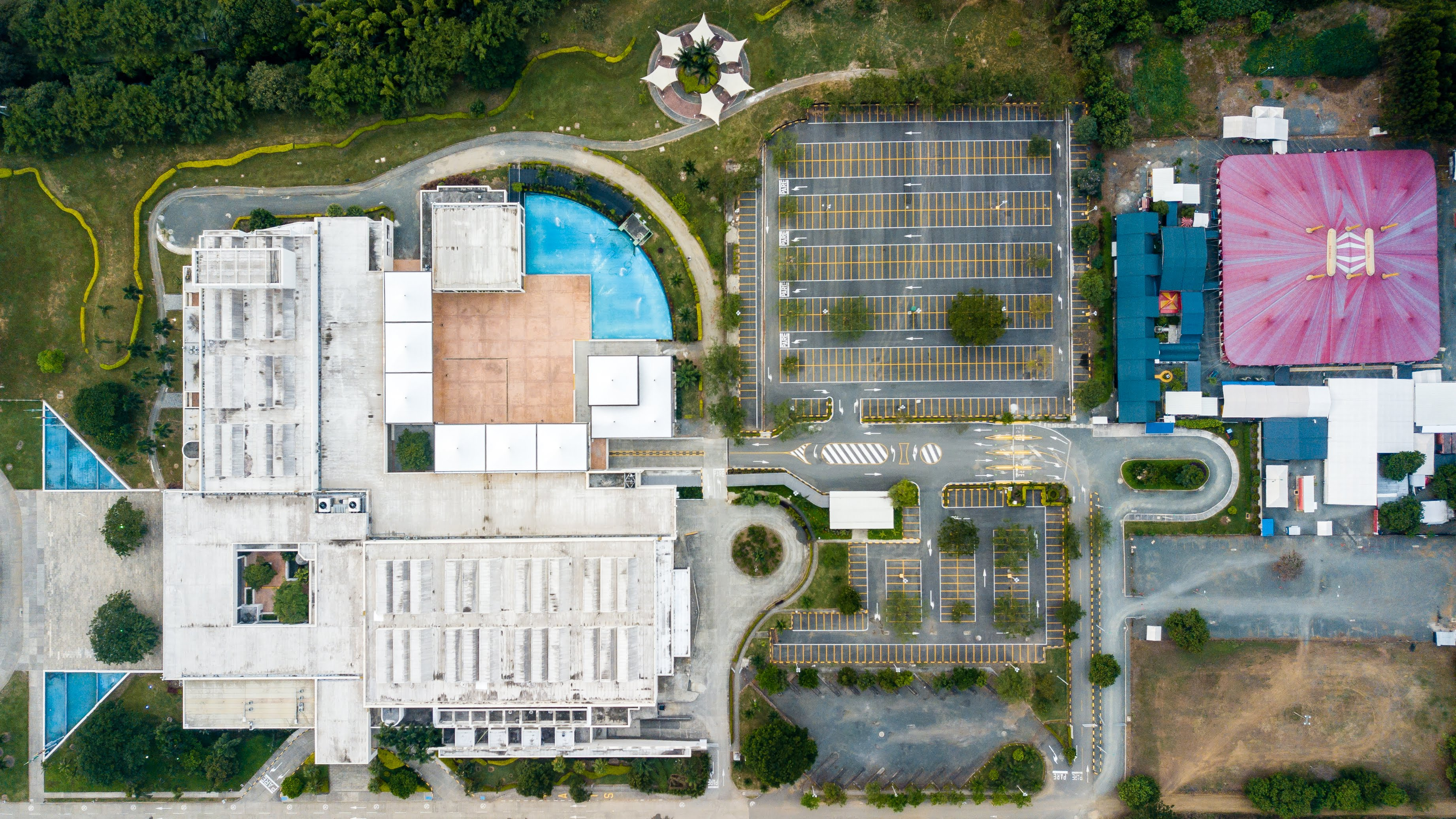
Valle del Pacífico Centro de Eventos Aérea

Con una infraestructura que abarca más de 77 419 m², incluyendo 40 940 m² construidos y cerca de 25 000 m² de áreas verdes, el recinto está equipado para albergar eventos de gran envergadura. 
El recinto es un espacio bioclimático, multifuncional y modular; su infraestructura está adaptada para permitir que haya eventos en simultáneo, con tres vías de ingreso y con zonas de muelles de carga y descarga, para facilitar el ingreso de equipos y que los montajes sean más eficientes. Es la combinación perfecta de arquitectura moderna y un paisaje natural de ensueño, haciendo de este centro un escenario único y espectacular. Resaltando así, que lo que realmente lo hace especial. Además de gozar con una vista plena de la cordillera y la naturaleza que rodea al Centro de Eventos Valle del Pacífico.
Adicionalmente, el Centro de Eventos Valle del Pacífico cuenta con tecnología de punta, conectividad, seguridad integral, parqueadero para autos y buses, guarda equipaje, enfermería, plataforma logística de carga y descarga, área de camerinos, tramoya y ronda museográfica; y es Zona Franca Transitoria para manejo de mercancías con régimen especial aduanero.

## Eventos

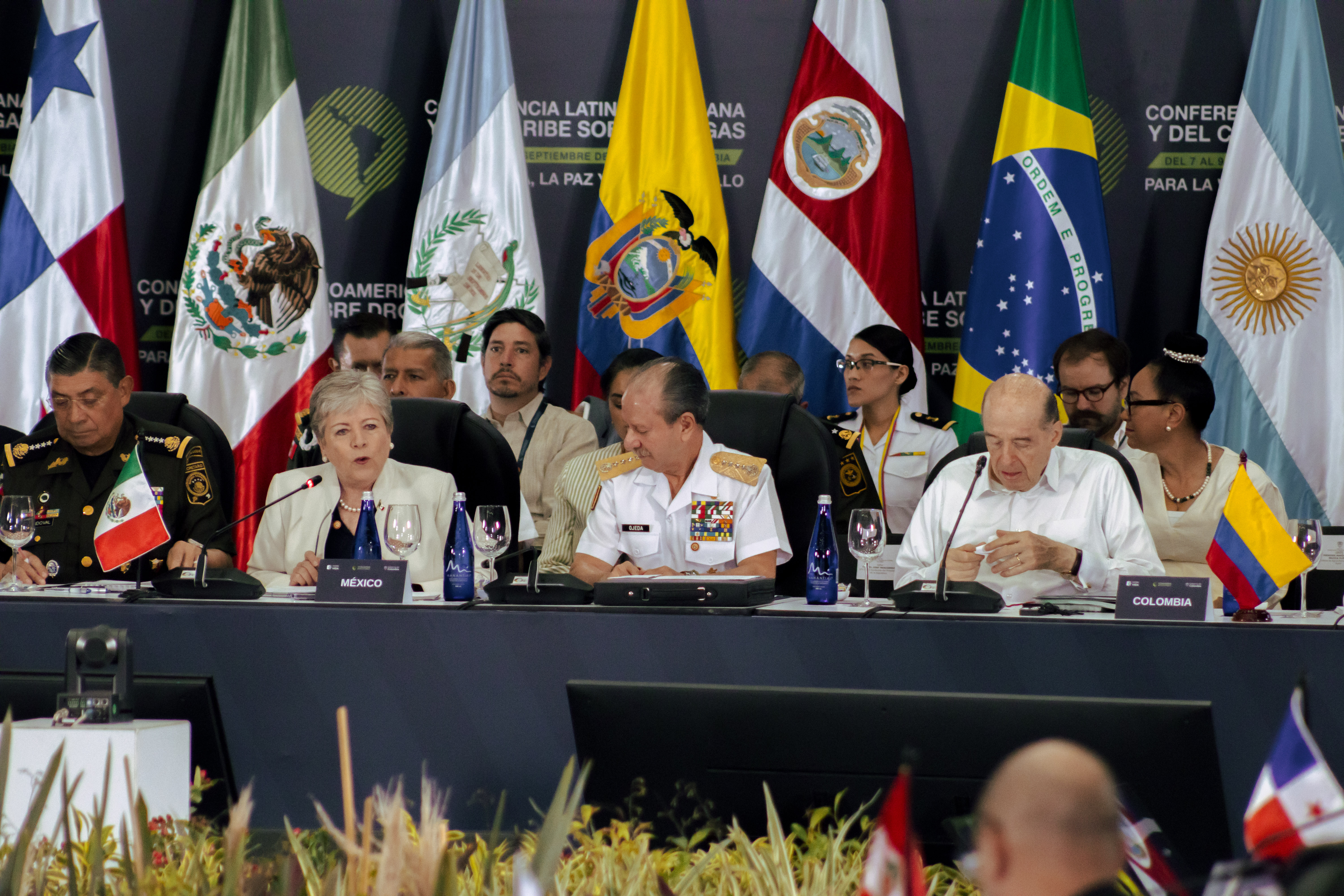
Conferencia Latinoamericana y del Caribe sobre las Drogas

Con un equipo de servicio experto y comprometido, y una amplia gama de servicios disponibles, el Centro de Eventos Valle del Pacífico se ha consolidado como la Casa de los Eventos que hacen historia. En 16 años de operación ha acogido 1200 eventos y recibido a más de 3.2 millones de visitantes; generando al año más de 7000 empleos indirectos; contribuyendo al crecimiento y la proyección de Cali y el Valle del Cauca como destinos de eventos de clase mundial.
Algunos de los eventos realizados: 
- Expomotor 2023Foro Internacional Unesco

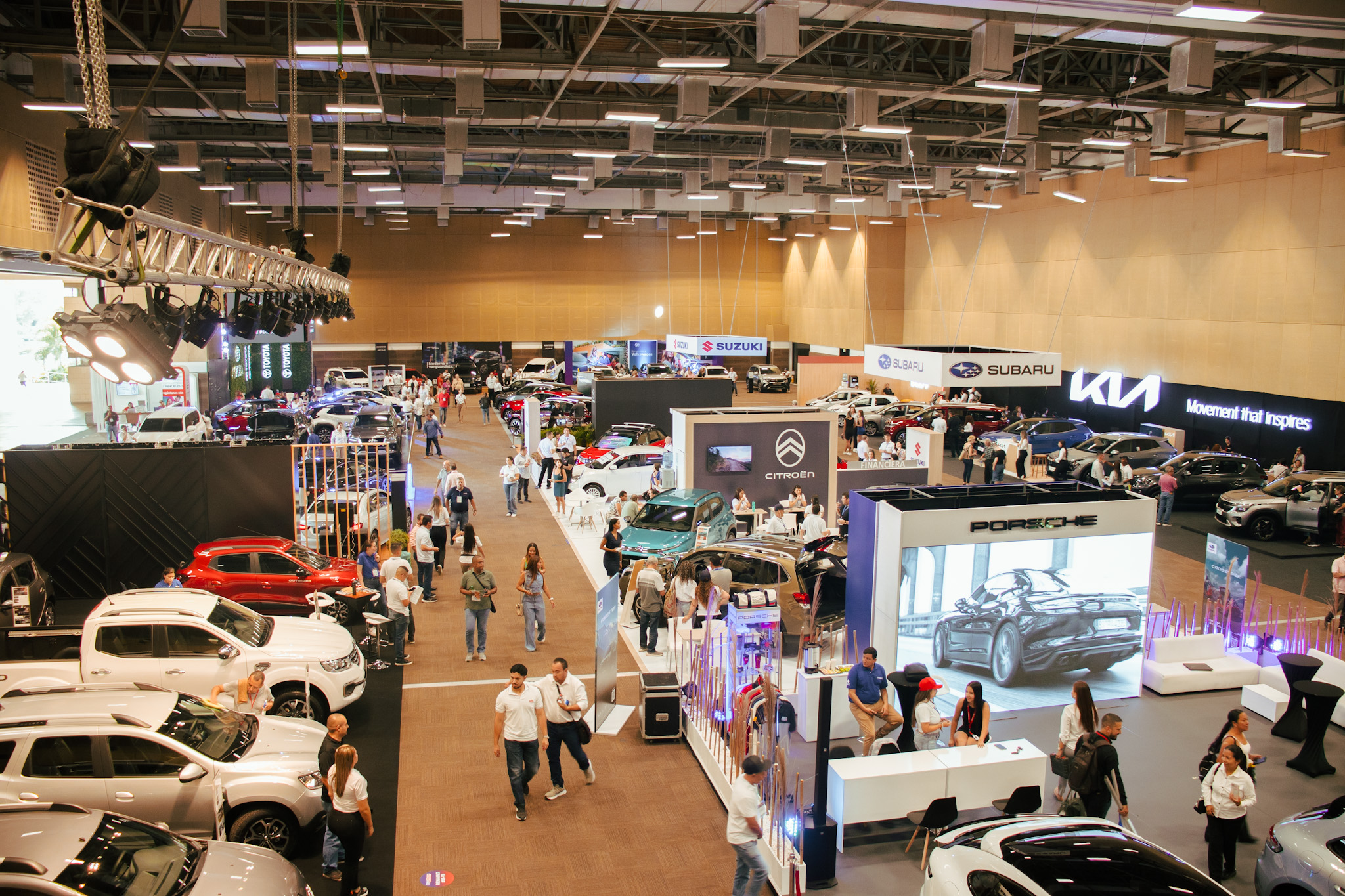
Expomotor 2023

- Gira Cumpliéndole a las Regiones del Valle del Cauca

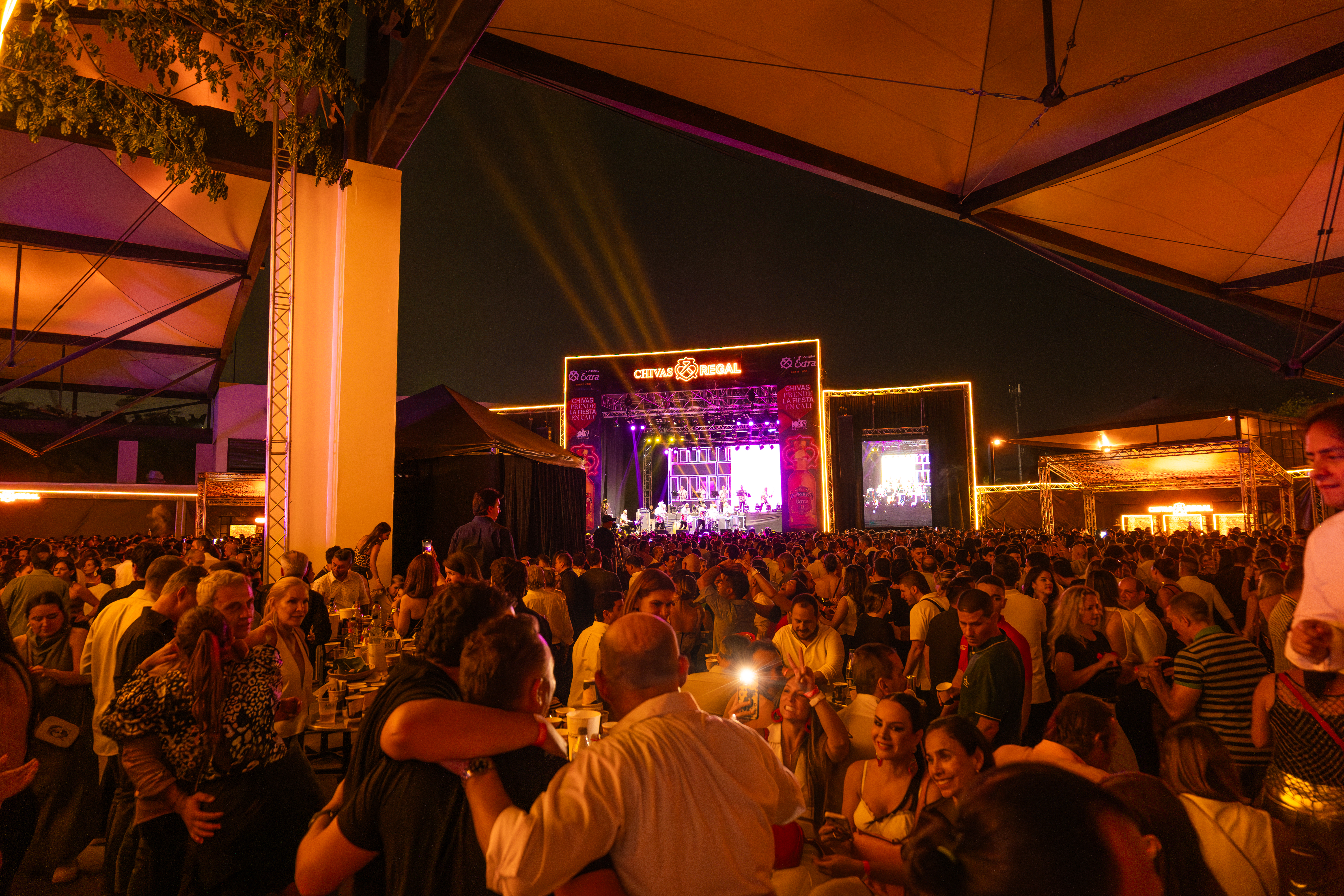
Chivas House

- Chivas HouseForo Internacional por la Inclusión y La Equidad en la Educación
- LACNIC 37
- I Consejo Fundacional de ProPacífico 2019
- Plan de Reconstrucción del Tejido Económico y Social del Valle del Cauca
- Cumbre de Alcaldes del Litoral Pacífico
- Macrorrueda 90
- Conferencia Latinoamericana y del Caribe Sobre una Política de Drogas para la Vida, la Paz y el Desarrollo
- Implementación Acuerdos de Paz
- XII Cumbre Alianza del Pacífico
- Primera Cumbre Departamental de Alcaldes del Valle del Cauca
- Cumbre del Clima 2023
- Conferencia Latinoamericana de Agua y Saneamiento –Latinosan
- Mundial Juvenil de Pesas
- Copa Mundo de Esgrima
- IV ronda de Negociación del TLC entre Colombia y Corea del Sur
- Feria Automotriz del Pacífico
- XVI Curso Internacional de Cirugía Plástica
- Congreso Internacional sobre Agricultura, Sostenibilidad y Nuevos Negocios
- COP16 2024

## Compromiso Ambiental

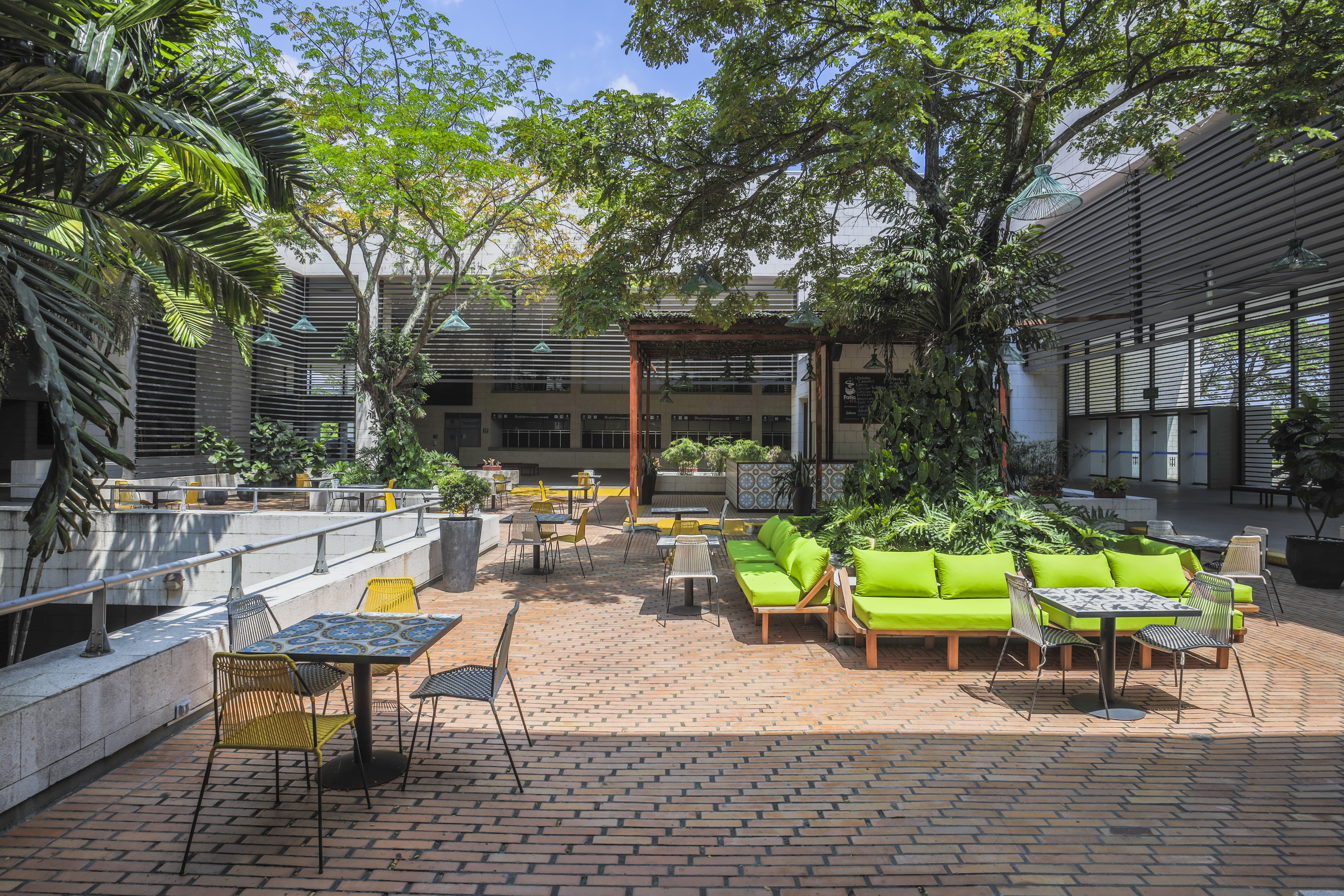
Zona Patio Café

El Centro de Eventos Valle del Pacífico es un recinto bioclimático que permite la operación de eventos de manera sostenible; además, su diseño arquitectónico permite espacios para eventos con una dimensión diferente: aire libre, paisaje y naturaleza, vientos frescos, agua, simbolismo y belleza.
Su sistema de riego ahorra mensualmente 1000 m³ de agua, mientras que su eficiencia energética le permite ahorrar un 40 % de energía anualmente. Además, cuentan con un sistema de reciclaje que separa los residuos derivados de la operación de los eventos, y su refrigeración sectorizada se activa según la necesidad, reduciendo así el consumo de agua y energía. Como parte de su compromiso social, colaboran con fundaciones benéficas para donar los alimentos excedentes.